# Szamossy Elek
Szamossy Elek (Déva, 1826. június 28. – Budapest, 1888. április 21.) festőművész, litográfus, hivatalnok, tanár, Szamossy László festőművész apja.

## Élete

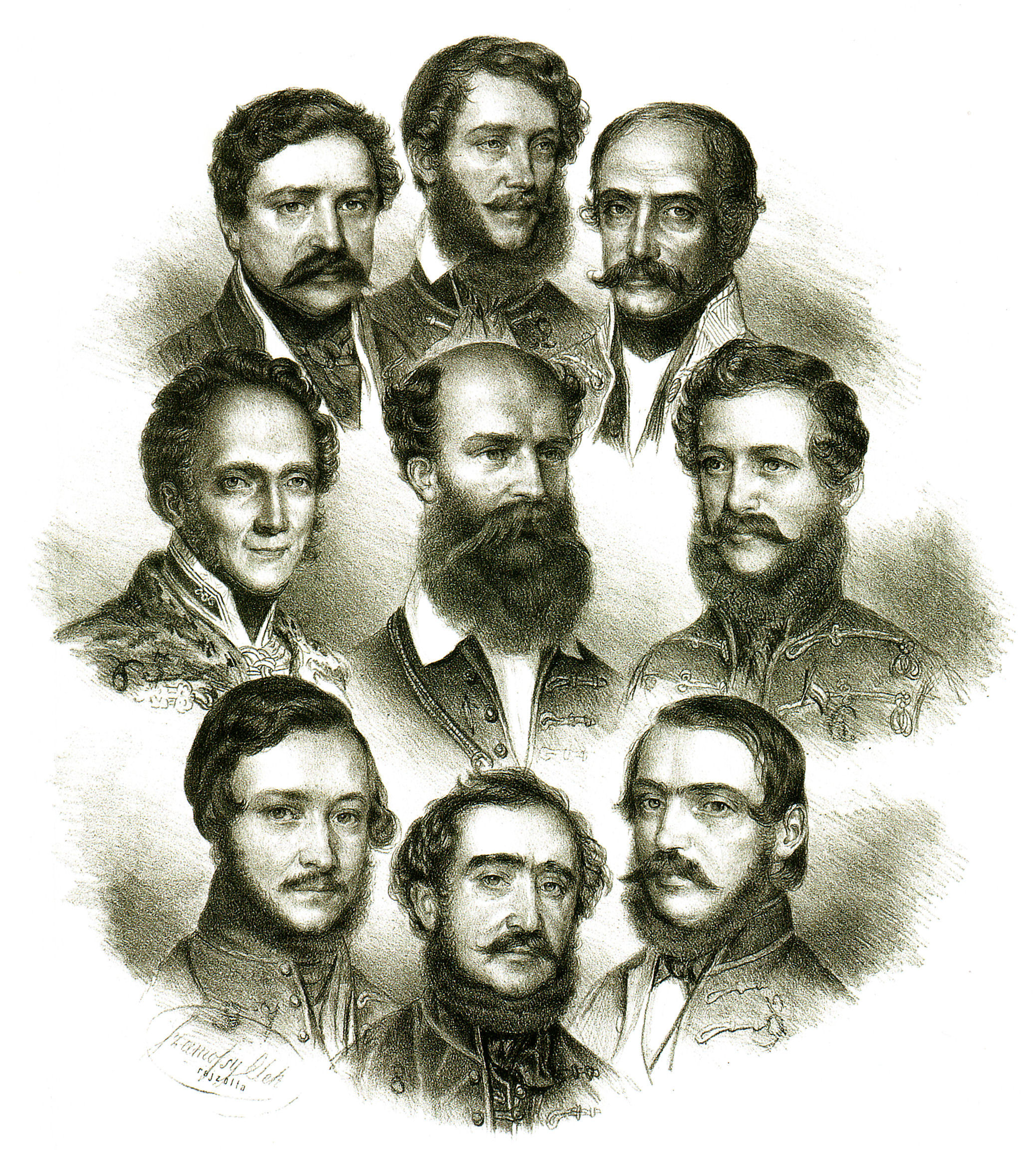
Batthyány Lajos miniszterelnök és kormányának tagjai, Szamossy Elek litográfiája

1848-49-ben a szabadságharc alatt az Erdélyben szerveződött 15. Mátyás huszárezredben honvédhuszárként, előbb őrmester, majd hadnagy rendfokozatban harcolt. Első mestere a bécsi Karl Rahl volt, de csak rövid ideig. 1855 és 1859 között Velencében dolgozott, majd a békésgyulai kastélyban portrékat festett. Ebben a városban fedezte fel Munkácsy Mihály tehetségét, aki akkor még asztalosinas volt. Két évig lelkesen oktatta az ifjú Munkácsyt, magával vitte dél-magyarországi körútjaira is, ahová arcképfestés céljából hívták. 
Munkácsy 16 éves korában Szamossy Elek egy akadémiai képzettségű festő tanítványa lett. Mestere nemcsak technikai ismereteit gyarapította, de megismertette a művészettörténet alapjaival is. 
Később Budapestre költözött, itt is több portrét festett, de 1865-ben mégis hivatalnok lett a hadügyminisztériumban. Később, amikor Trefort Ágoston kinevezte reáliskolai tanárnak, elköltözött és Nagyváradon rajzot oktatott. 1877-ig volt tanárként alkalmazva. 1882-ben ő festette a nagyváradi vár római katolikus templonának oltárképét, aminek témája Szent László vízfakasztása. 1884-ben újabb szélütés érte és 1888. április 21-én hunyt el Budapesten.

## Művei

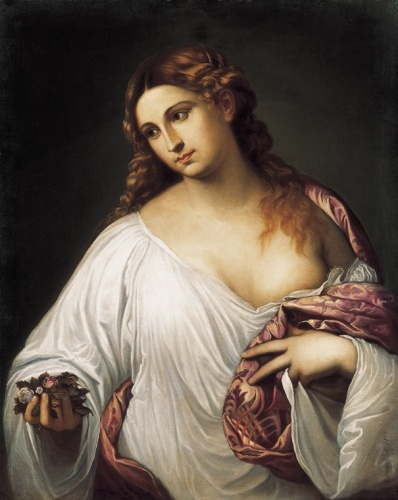
Szamossy Elek: Flóra

Szűz Mária című festményét a Szépművészeti Múzeum őrzi. A legnagyobb Szamossy-gyűjtemény 22 képet tesz ki és a Temesvári Szépművészeti Múzeumban őrzik, ahová Szamossy egyik pártfogója, Ormós Zsigmond főispán hagyatékából került.